# Zadilske, Voloveț
Zadilske (în ucraineană Задільське) este un sat în comuna Nîjni Vorota din raionul Voloveț, regiunea Transcarpatia, Ucraina.

## Demografie
Componența lingvistică a localității Zadilske
     Ucraineană (99,76%)
     Alte limbi (0,24%)
Conform recensământului din 2001, majoritatea populației localității Zadilske era vorbitoare de ucraineană (99,76%), existând în minoritate și vorbitori de alte limbi.